# Ángel Alonso García
Ángel Alonso García (Pasaia, Guipúscoa, País Basc, 2 de gener de 1967) és un director de cinema basc especialitzat en el món de l'Animació i els efectes especials.

## Començaments
El 1983, quan només tenia 16 anys, va arribar a les seves mans una càmera de vídeo format Super 8. Apassionat al cinema de ciència-ficció, va començar a rodar els seus primers curtmetratges, la majoria d'ells casolans i de baix pressupost, comptant amb amics i familiars com a col·laboradors, tant davant com darrere de la cambra. Gràcies a aquests curts, va tenir una primera presa de contacte amb el món de l'animació, entrant a formar part de la productora ESKUZ, amb la qual participaria a La leyenda del viento del norte el 1988. Durant aquest període, va conèixer a Ricardo Ramón, amb el qual més tard va treballar estretament.

## Segona etapa
Després de la primera experiència, va decidir fundar el 1991 la productora Dibulitoon Studio, al costat del productor Ricardo Ramón, per a produir i dirigir amb independència les seves pròpies històries. Els primers anys van ser difícils, i la majoria dels treballs realitzats van ser serveis d'animació. Però a la fi de la dècada, i gràcies a l'aparició de les primeres pel·lícules en 3D com Toy Story (Pixar, 1995) i del desenvolupament del programari per a la seva creació, va finalitzar i va estrenar el seu primer llargmetratge propi: El ladrón de sueños (Dibulitoon Studio, 2000), va ser un dels primers llargmetratges d'animació espanyols completament en 3D. Aquesta obra va aportar a l'estudi la primera nominació als Premis Goya, en la categoria de millor pel·lícula d'animació.

## Tercera etapa
Després de la nominació, va dedicar el seu temps a investigar i provar noves tecnologies, que s'anaven desenvolupant ràpidament. Tot el coneixement adquirit el provava en curtmetratges experimentals. Així, van néixer Historia de Elam (2002), El juego de Caín (2004) i Involución (2006). Durant aquest període, va participar com a director artístic, d'animació o d'efectes en altres treballs del mateix estudi, com el curtmetratge Juguetes (2007) i els llargmetratges Glup (Dibulitoon Studio, 2004), Supertamps (Dibulitoon Studio, 2005) i Cristóbal Molón (Dibulitoon Studio, 2007). Cristóbal Molón és l'únic llargmetratge no nominat als Premis Goya, en la categoria de millor pel·lícula d'animació.
A més, en 2005 va començar el desenvolupament del llargmetratge Mystikal (Dibulitoon Studio, 2010). Es tracta de la primera pel·lícula espanyola rodada 100% en croma amb actors reals, seguint el sistema de pel·lícules com Tron (Disney, 1982), 300 (Legendary Pictures, 2006) o fins i tot la taquillera Avatar (20th Century Fox, 2009) de James Cameron.

## Llargmetratges com a director
| Pel·lícula               | Any  |
| ------------------------ | ---- |
| El ladrón de sueños      | 2000 |
| Mystikal                 | 2010 |
| Elkano, lehen mundo bira | 2019 |

## Curtmetratges com a director
| Curtmetratge     | Any  |
| ---------------- | ---- |
| Historia de Elam | 2002 |
| El juego de Caín | 2004 |
| Involución       | 2006 |

## Altres participacions
| Pel·lícula                      | Any  | Productora         | Tipus                    |
| ------------------------------- | ---- | ------------------ | ------------------------ |
| La leyenda del viento del norte | 1988 | ESKUZ              | Llargmetratge d'animació |
| La isla del cangrejo            | 2000 | Irusoin            | Llargmetratge d'animació |
| Glup                            | 2004 | Dibulitoon-Irusoin | Llargmetratge d'animació |
| Supertramps                     | 2005 | Dibulitoon-Irusoin | Llargmetratge d'animació |
| Juguetes                        | 2007 | Dibulitoon         | Curtmetratge d'animació  |
| Cristóbal Molón                 | 2007 | Dibulitoon-Irusoin | Llargmetratge d'animació |